# Samospráva pracujících

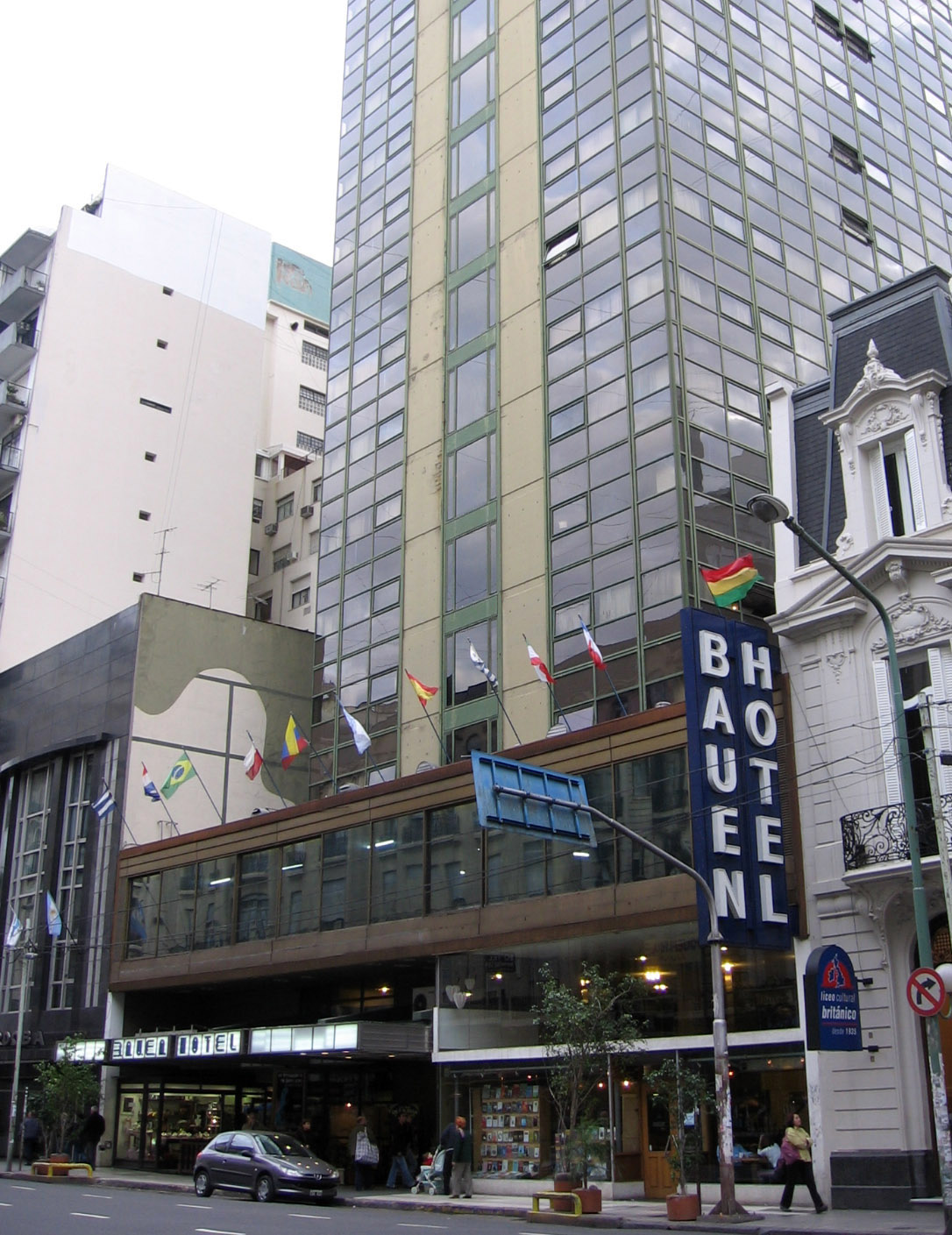
Hotel Bauen v Buenos Aires, zabrán a samosprávně řízen od roku 2003

Samospráva pracujících je forma rozhodování na pracovištích ve kterém si pracovníci sami volí možnosti organizace práce (jako jsou např. otázky péče o zákazníka, obecné metody výroby, plánování, dělba práce atd.) namísto vlastníků či tradičních nadřízených pracovníků, kteří říkají dělníkům co dělat, jak to dělat a kde to dělat. Příklady takovéto dělnické autonomie zahrnuje Rochdalské družstvo poctivých pionýrů, Španělskou revoluci během Španělské občanské války, titoistickou Jugoslávii, hnutí za „obnovení továren“ v Argentině, továrnu LIP ve Francii v 70. letech, Mondragonská družstevní korporace (Mondragón Cooperative Corporation), která je v Baskicku největší firmou, nakladatelství AK Press v USA, The Co-operative a další.
V rámci argentinského hnutí za „obnovení továren“ (španělsky fábrica recuperada) dělníci převzali kontrolu nad továrnami ve kterých pracovali obvykle po bankrotu nebo po okupování továren proti výluce práce ze strany zaměstnavatele. Španělské sloveso recuperar neznamená pouze „vzít zpět“ nebo „získat zpět“ ale také „dát zpět do dobrého stavu“. Přestože původně pojem odkazuje k továrním zařízením bývá používán i pro označení ostatních podniků (např. Hotel Bauen v Buenos Aires).
Dělnická samospráva je model rozhodování často používaný ve výrobních družstvech, dělnických radách či participačních ekonomikách a podobných uspořádáních, kde se na pracovištích dělníci působí bez šéfů.
Kritici tvrdí, že konzultace všech zaměstnanců pro každou nepatrnou záležitost je časově náročné a tudíž neefektivní. Avšak, jak je vidět v praxi zmiňovaným příkladů, pouze rozhodnutí velkého rozsahu jsou rozhodovány všemi zaměstnanci na zasedání dělnické rady, malá rozhodnutí jsou tvořena těmi, kteří je provádějí, přičemž je koordinují s ostatními a řídí se obecnějšími dohodami. Jiní poukazují na to, že samosprávná družstva nemohou úspěšně konkurovat akciovým společnostem (společnostem s ručeným omezeným) na trhu: „Empiricky bylo opakovaně prokázáno, že družstva nemohou úspěšně konkurovat akciovým společnostem, obzvláště tehdy, jsou-li si obě formy rovny před zákonem.“. K tomu se dodává vysvětlení, že: „Jestliže každý majitel dostane pouze jeden hlas bez ohledu na to, kolik peněz do projektu investoval (a zisky se dělí timtéž způsobem), neexistuje totiž motivace k investování více kapitálu než investují ostatní. Ve skutečnosti jsou motivace přesně opačné. Toto stavení překážek investicím významně působí proti družstevní formě podnikání.“  Demokratické hlasování je však v některých družstvech oslabeno. Příkladem je velké družstvo The Co-operative (majiteli tohoto družstva - tj. vlastníci podílů družstva - jsou jak jednotlivé osoby (organizované regionálně), tak i jiná družstva, která vlastní část podílů The Co-operative): „Volební hlas pro členská družstva je v proporci k obchodům těchto družstev s družstvem [The Co-operative]. Každý individuální člen má jeden hlas v příslušném regionu družstva a každý region má hlasovací právo počítané na stejném základě jako u členských družstev.“ 

## Historie
Dělnickou samosprávu (francouzsky autogestion) poprvé teoretizoval anarchista Pierre-Joseph Proudhon v 1. polovině 19. století. Poté se stal prvkem některých odborových organizací, zejména anarchosyndikalistických, které se představily na konci 19. století ve Francii a cechovní socialismus ve Velké Británii na začátku 20. století, obě hnutí však ve 20. letech ztrácejí na významu. Francouzský odborový svaz CFDT (francouzsky Confédération Française Démocratique du Travail) zahrnuje dělnickou samosprávu do svého programu v roce 1970, kterou později opouští kvůli začlenění se k sociální demokracii. Filosofie dělnické samosprávy je podporována Industrial Workers of the World od jejího založení v r. 1905 v USA.
První masové rozšíření ideje dělnické samosprávy proběhlo během Španělské revoluce především v anarchistickém Katalánsku.
V 50. letech, na vrcholu Studené války, titoistická Jugoslávie prosazovala samosprávný socialismus podle teorií Tita, či spíše Edvarda Kardelj. Chorvatský vědec Branko Horvat také významně přispěl k teorii dělnických samospráv (radničko samoupravljanje) praktikovanému v Jugoslávii. Prakticky byl tento systém rozpracován pomocí Zákona o dělnických samosprávách, který byl schválen v roce 1950.
Po květnu 1968 ve Francii, se továrna LIP na hodinky umístěná v Besançonu stala samosprávně řízenou v roce 1973 po rozhodnutí managementu o zrušení továrny.
Jiným příkladem samosprávy pracujících je argentinská továrna FaSinPat na keramické dlaždice.